# Jedlovec Mertensův
Jedlovec Mertensův (Tsuga mertensiana) je jehličnatý strom z čeledi borovicovitých, pocházející ze severozápadní oblasti Severní Ameriky. Pojmenován byl po německém botanikovi Karlovi Heinrichu Mertensovi, který popsal první exempláře.

## Popis
Jedlovec Mertensův je velký stálezelený jehličnatý strom, dorůstající obvykle výšek 20–40 metrů; největší jedinci měřili až 59 metrů s průměrem kmene 2 metry. Borka kmene je tenká, šedá, šupinovitě nebo podélně rozpraskaná. Koruna je v mládí úzce kuželovitá, později široce válcovitá, větévky na konci typicky převisají. Letorosty jsou oranžovohnědé, hustě chlupaté. Na exponovaných místech poblíž horní stromové hranice vytváří vlivem drsných povětrnostních podmínek všelijak pokroucené pitoreskní formy.
Jehlice jsou 7-25 mm dlouhé a 1-1,5 mm široké, na průřezu pouze nepatrně zploštělé, sivě modrozelené; na rozdíl od jiných jedlovců mají jehlice jen málo znatelné průduchové proužky, zato však na obou stranách. Na větvičce jsou spirálovitě uspořádané.
Šišky jsou mnohem větší než u jiných jedlovců, měří 30-80 mm na délku a 8-10 (při otevření 10-35 mm) na šířku, jsou válcovitého tvaru, převislé, s tenkými ohebnými šupinami. Nezralé jsou obvykle fialové, zralé červenohnědé; otevírají se 5-7 měsíců po opylení a vypouští drobná, červenohnědá, okřídlená semena.

## Rozšíření a ekologie
Je to dlouhověký, pomalu rostoucí strom, který dosahuje stáří až 800 let. Roste zpravidla na stanovištích s chladnějším, vlhkým klimatem a dostatkem srážek včetně sněhových. Preferuje hrubší, kyselé, dobře odvodněné, ale dostatečně vlhké půdy, obvykle na svazích a v soutěskách, v jižní části areálu vyhledává severní expozice. Je velmi dobře adaptován na množství sněhu, které dokáže efektivně shazovat pružnými převislými větvemi, a na dlouhotrvající závěje a dobře snáší i hluboké zastínění.
Areál jeho výskytu zahrnuje vlhké deštné lesy okolo pacifického pobřeží (obvykle do vzdálenosti zhruba 100 km od oceánu) a tvoří tedy úzký pás táhnoucí se od jižní Aljašky přes Britskou Kolumbii až do severní a střední Kalifornie (oblast Klamath Mountains a Sierry Nevady); izolované populace se nacházejí i ve vnitrozemí Britské Kolumbie a amerických států Montana a Idaho ve Skalnatých horách. Horní hranice výskytu roste se snižující se zeměpisnou šířkou: na Aljašce dosahuje výšky 1000 m n. m., zatímco v kalifornských pohořích šplhá až do nadmořské výšky 3000 m.
V lesích patří mezi klimaxové dřeviny společně s jedlí líbeznou, cypřiškem nutkajským, jedlovcem západním nebo zeravem obrovským; v konkurenčním boji obvykle nahrazuje smrk Engelmannův, jedli plstnatoplodou nebo borovici pokroucenou.

## Taxonomie
V rámci rodu Tsuga je jedlovec Mertensův jediným zástupcem podrodu Hesperopeuce, výjimečně pojímaného i jako samostatný rod. Rozlišují se dva poddruhy a několik menších variant:
- Tsuga mertensiana subsp. mertensiana – v severní oblasti areálu, menší šišky s četnějšími drobnými šupinami
- Tsuga mertensiana subsp. grandicona – v jižní části, šišky větší, s menším množstvím větších šupin, jehlice výrazně sivě zbarvené[2]

## Význam
Dřevo je o něco horší kvality než u příbuzného jedlovce západního, přesto využívané v průmyslu, ke stavebním účelům a jako zdroj buničiny. Pomalý růst, atraktivní stříbřitý habitus a odolnost proti drsnému podnebí z něj dělají oblíbenou okrasnou dřevinu, především ve Velké Británii a Skandinávii. Bylo vyšlechtěno několik kultivarů, šlechtění je ale náročné vzhledem k pomalému růstu. Neprospívá mu znečištěný městský vzduch.

## Galerie

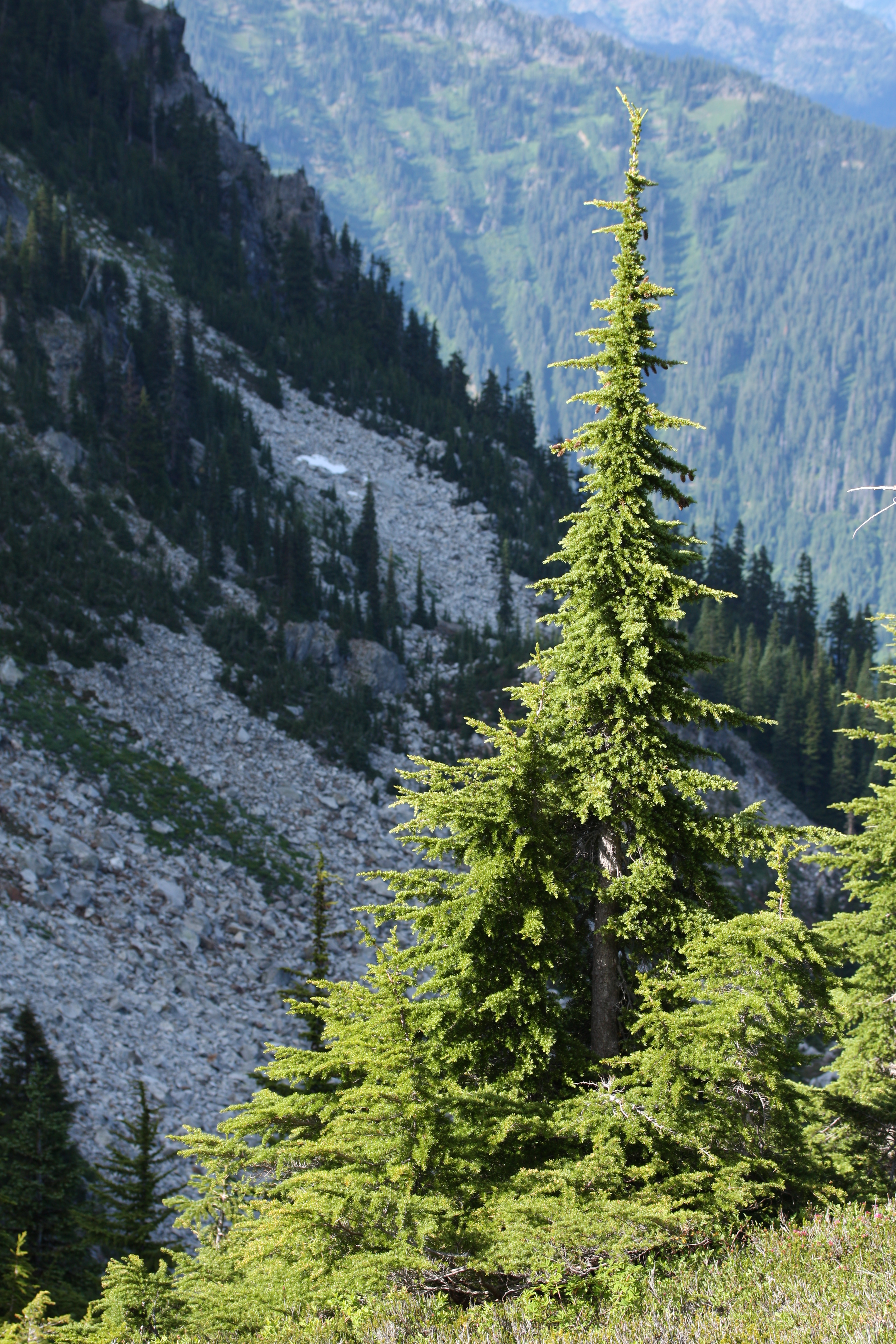
Habitus mladého jedince
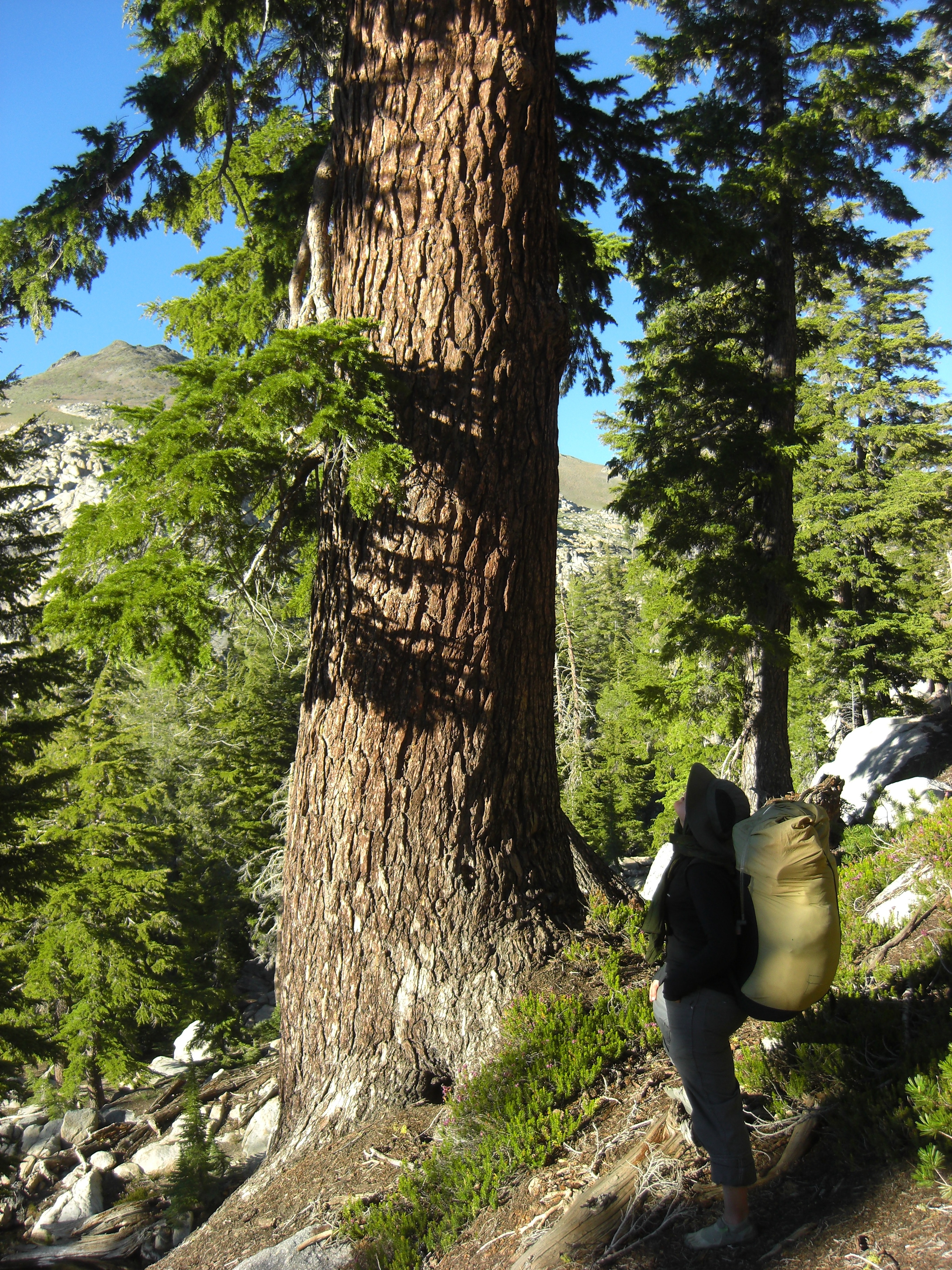
Kmen statného stromu
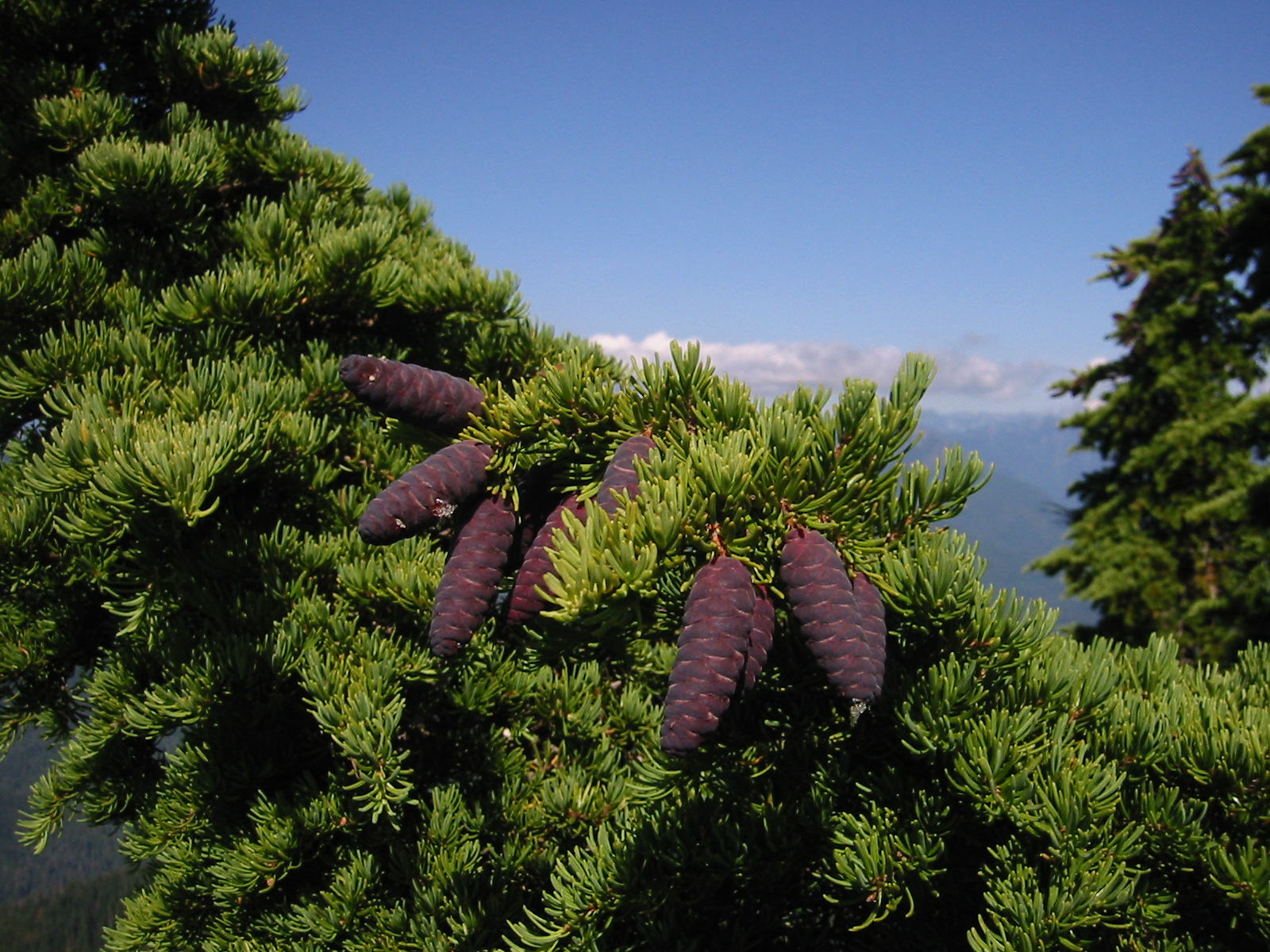
Větev a nezralé šišky nominátního poddruhu
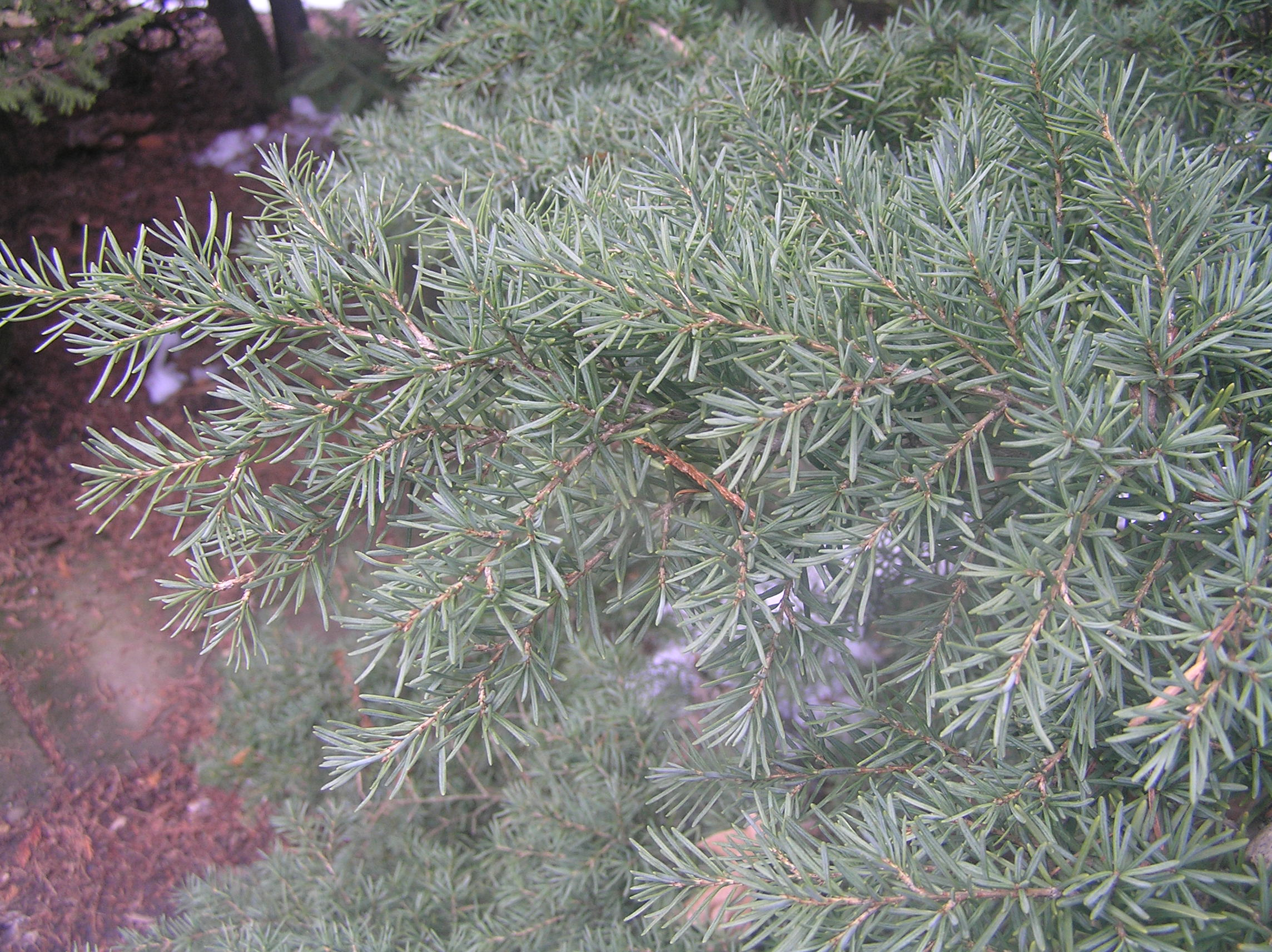
Stříbrné zbarvení jehlic
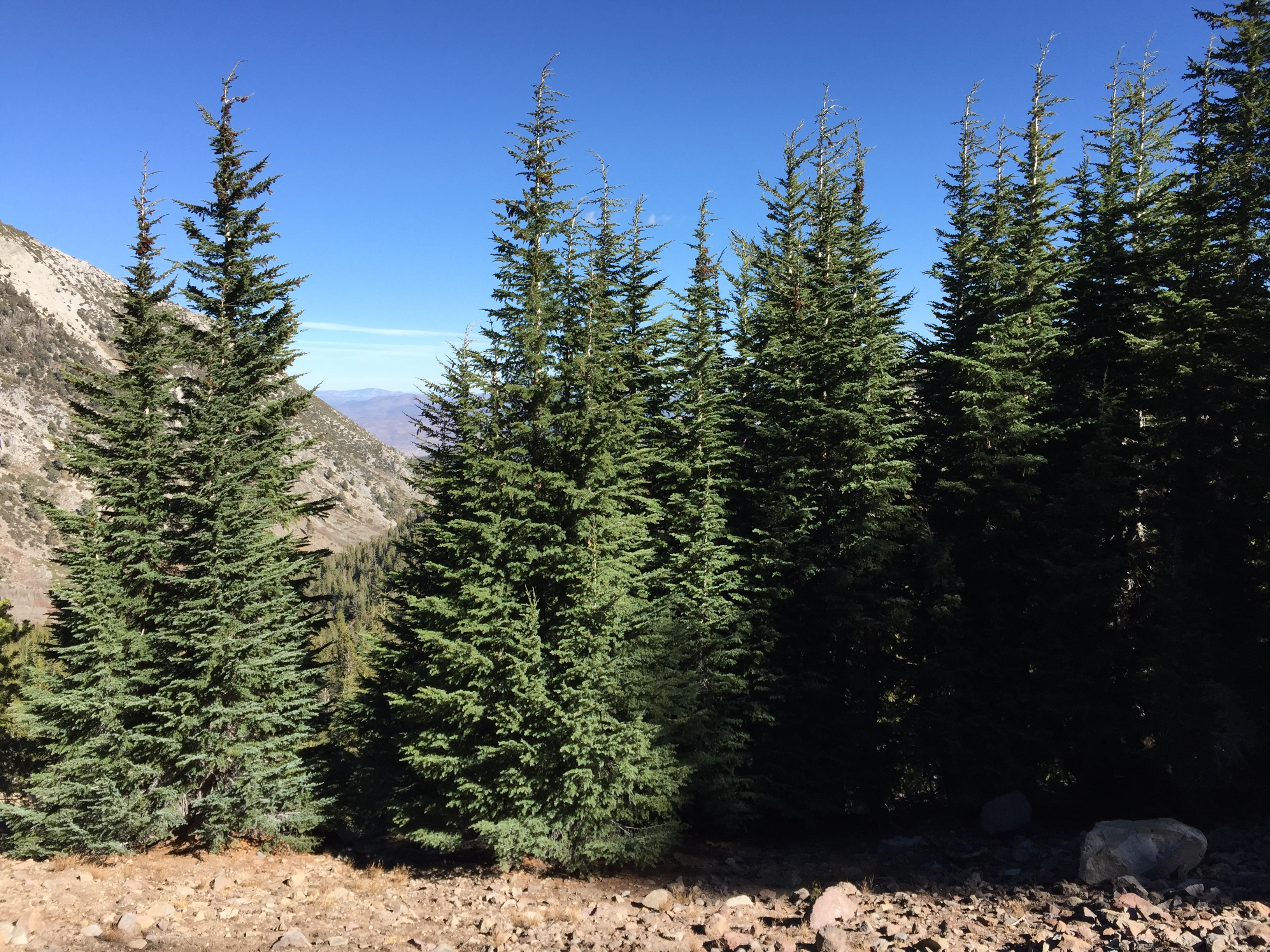
Poddruh grandicona, porost v Nevadě
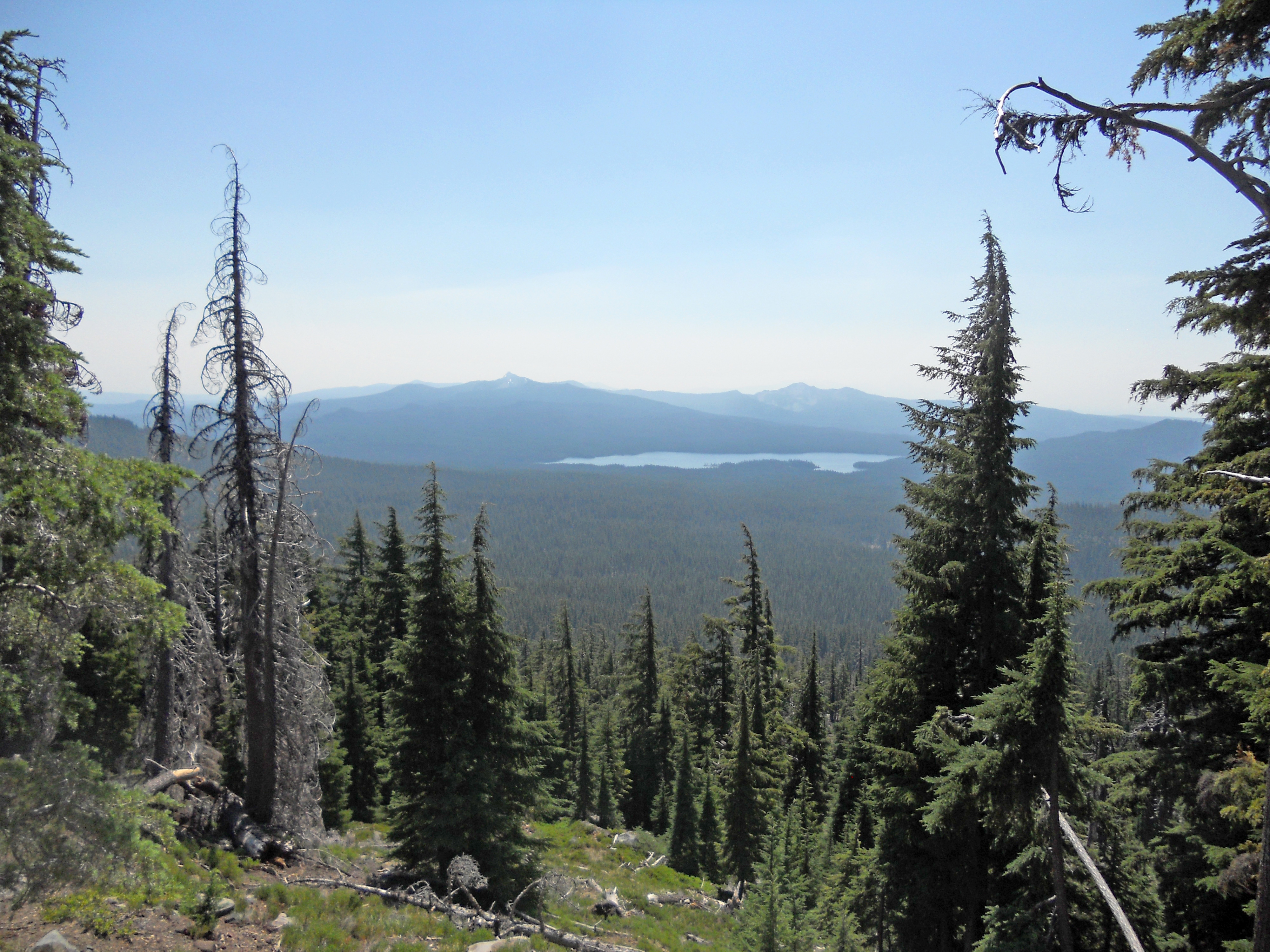
Les jedlovců okolo Summit Lake v Oregonu